# Biarritz
Biarritz (baskicky Miarritze, v gaskoňském nářečí Biàrritz) je francouzské přímořské letovisko. Nachází se v jihozápadní Francii v departementu Pyrénées-Atlantiques, na břehu Atlantského oceánu v Biskajském zálivu asi 11 kilometrů severně od hranic se Španělskem. Jde o luxusní turistickou destinaci, která je vyhledávána také surfaři.
Město leží ve francouzské baskické oblasti, proto jsou zde často vidět baskické vlajky a symboly.

## Geografie
Sousední obce: Anglet, Bidart, Arbonne a Arcangues.

## Dějiny
Jako osadu vhodnou pro rybolov, lov velryb a námořní obchod založili Biarritz pravděpodobně již v roce 840 Vikingové. Kolem roku 1800 měla tato rybářská osada jen asi 200 obyvatel. V roce 1854 zde dva měsíce pobývala císařovna Eugenie, manželka francouzského císaře Napoleona III. Císařovna byla původem Španělka a místo na hranicích své vlasti si velmi oblíbila. Napoleon III. pro ni nechal postavit palác (v současnosti luxusní hotel), kde pak manželé pravidelně trávili letní prázdniny. To dalo podnět pro velký rozmach turistiky a lázeňství v Biarritz.

## Pamětihodnosti a zajímavosti
- Asijské muzeum s rozsáhlou sbírkou předmětů původem z Indie, Nepálu, Tibetu a Číny.
- Mořské muzem s akvárii a bazény pro chov žraloků
- Muzeum čokolády
- Biarritz Surf Festival - každoroční festival a sjezd surfařů
- Kostel sv. Martina z 12. století, přestavěný v 16. století
- luxusní hotel Chapelle Imperiale, původně letní rezidence císařovny Eugenie
- dvě velká kasina

## Vývoj počtu obyvatel

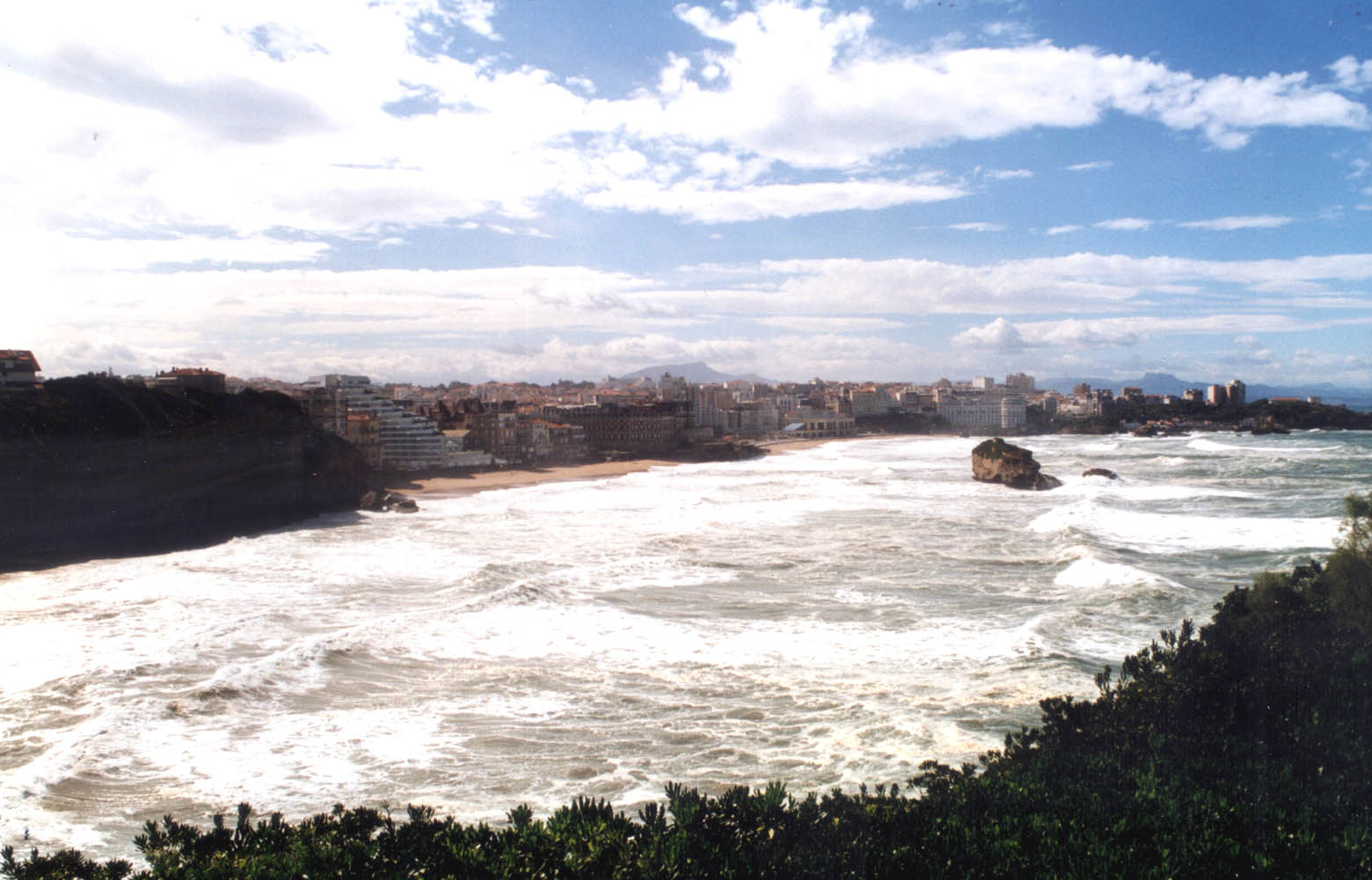
Biarritz z Pointe Saint-Martin

Počet obyvatel

## Sport
Kromě surfování se jedná o významné středisko pro ragby, baskickou pelotu a golf.